# Peter Mensah
Peter Mensah (ur. 27 sierpnia 1959 w Akra) – amerykański aktor filmowy i telewizyjny urodzony w Ghanie.
Wystąpił w popularnych filmach kinowych: Avatar (2009), 300 (2006), Łzy słońca (2003), Próba sił (2000), Jason X (2001), Hidalgo – ocean ognia (2004), Człowiek Harvardu (2001). Znany jest także z występów telewizyjnych; zagrał m.in. w serialach: Star Trek: Enterprise, Witchblade: Piętno mocy, Oblicza zbrodni, Spartakus: Krew i piach, Spartakus: Bogowie areny oraz Spartakus: Zemsta.